# Aleandro Baldi
Pour les articles homonymes, voir Baldi.
Aleandro Baldi, de son vrai nom Aleandro Civai, né le 11 avril 1959 à Greve in Chianti, est un auteur-compositeur-interprète et compositeur italien.

## Biographie
Découvert par Giancarlo Bigazzi, il fait ses débuts au Festival de Sanremo en 1986 avec E la natura va. En 1992 il remporte la quarante-deuxième édition du même festival dans la catégorie Nouvelles propositions (Nuove Proposte). Il chante en duo avec Francesca Alotta la chanson Non amarmi. Cette chanson a ensuite été traduite en langue espagnole et interprétée par le duo Jennifer Lopez et Marc Anthony. Deux ans plus tard, il remporte le festival dans la catégorie principale avec Passerà.
En 1996, Aleandro Baldi participe à nouveau au Festival avec la chanson Soli al bar et se classe en sixième position. 
Baldi est aveugle de naissance.

## Discographie partielle

### Albums
- 1987 : Aleandro Baldi
- 1989 : E sia così
- 1992 : Il sole
- 1994 : Ti chiedo onestà
- 1996 : Tu sei me
- 2002 : Il meglio e il nuovo
- 2007 : Liberamente tratto
- 2010 : Italian Love Songs